# Halowe Mistrzostwa Europy w Lekkoatletyce 1988 – bieg na 800 m kobiet
Bieg na 800 metrów kobiet – jedna z konkurencji biegowych rozgrywanych podczas halowych lekkoatletycznych mistrzostw Europy w  hali Sport Csárnok w Budapeszcie. Eliminacje i półfinały zostały rozegrane 5 marca, a bieg finałowy 6 marca 1988. Zwyciężyła reprezentantka Republiki Federalnej Niemiec Sabine Zwiener. Tytułu zdobytego na poprzednich mistrzostwach nie broniła Christine Wachtel z Niemieckiej Republiki Demokratycznej.

## Rezultaty

### Eliminacje
Rozegrano 4 biegi eliminacyjne, do których przystąpiło 16 biegaczek. Awans do półfinałów dawało zajęcie jednego z pierwszych dwóch miejsc w swoim biegu (Q). Skład półfinałów uzupełniły cztery zawodniczki z najlepszym czasem wśród przegranych (q).
Opracowano na podstawie materiału źródłowego.
Bieg 1
| Miejsce | Zawodniczka         | Czas    | Uwagi |
| ------- | ------------------- | ------- | ----- |
| 1       | Sabine Zwiener      | 2:07,26 | Q     |
| 2       | Slobodanka Čolović  | 2:07,48 | Q     |
| 3       | Yvonne van der Kolk | 2:07,66 |       |
| 4       | Anuszka Dimitrowa   | 2:07,69 |       |
| 5       | Erica Rossi         | 2:10,99 |       |

Bieg 2
| Miejsce | Zawodniczka        | Czas    | Uwagi |
| ------- | ------------------ | ------- | ----- |
| 1       | Montserrat Pujol   | 2:05,61 | Q     |
| 2       | Dawn Gandy         | 2:06,38 | Q     |
| 3       | Giuseppina Cirulli | 2:07,47 | q     |

Bieg 3
| Miejsce | Zawodniczka        | Czas    | Uwagi |
| ------- | ------------------ | ------- | ----- |
| 1       | Olga Nielubowa     | 2:04,95 | Q     |
| 2       | Gabriela Sedláková | 2:05,50 | Q     |
| 3       | Rosa Colorado      | 2:05,51 | q     |
| 4       | Nicoleta Tozzi     | 2:07,64 |       |

Bieg 4
| Miejsce | Zawodniczka      | Czas    | Uwagi |
| ------- | ---------------- | ------- | ----- |
| 1       | Gabriela Lesch   | 2:05,88 | Q     |
| 2       | Mónika Balint    | 2:06,04 | Q     |
| 3       | Janet Bell       | 2:06,08 | q     |
| 4       | Desireé de Leeuw | 2:07,16 | q     |

### Półfinały
Rozegrano 2 biegi półfinałowe, w których wystartowało 12 biegaczek. Awans do finału dawało zajęcie jednego z trzech pierwszych miejsc w swoim biegu (Q).
Opracowano na podstawie materiału źródłowego.
Bieg 1
| Miejsce | Zawodniczka        | Czas    | Uwagi |
| ------- | ------------------ | ------- | ----- |
| 1       | Olga Nielubowa     | 2:03,93 | Q     |
| 2       | Gabriela Lesch     | 2:04,02 | Q     |
| 3       | Slobodanka Čolović | 2:04,35 | Q     |
| 4       | Montserrat Pujol   | 2:04,49 |       |
| 5       | Dawn Gandy         | 2:04,50 |       |
| 6       | Desireé de Leeuw   | 2:08,96 |       |

Bieg 2
| Miejsce | Zawodniczka        | Czas    | Uwagi |
| ------- | ------------------ | ------- | ----- |
| 1       | Sabine Zwiener     | 2:03,20 | Q     |
| 2       | Gabriela Sedláková | 2:03,40 | Q     |
| 3       | Janet Bell         | 2:04,28 | Q     |
| 4       | Rosa Colorado      | 2:04,50 |       |
| 5       | Giuseppina Cirulli | 2:04,95 |       |
| 6       | Mónika Balint      | 2:05,12 |       |

### Finał
Opracowano na podstawie materiału źródłowego.
| Miejsce | Zawodniczka        | Czas    | Uwagi |
| ------- | ------------------ | ------- | ----- |
| 1       | Sabine Zwiener     | 2:01,19 | PB    |
| 2       | Olga Nielubowa     | 2:01,61 |       |
| 3       | Gabriela Lesch     | 2:01,85 |       |
| 4       | Slobodanka Čolović | 2:02,34 |       |
| 5       | Janet Bell         | 2:02,70 |       |
| 6       | Gabriela Sedláková | 2:05,59 |       |